# 日本ハウス
日本ハウス株式会社（にほんハウス）は、山口県周南市に本社を置く日本の住宅メーカー。

## 概要
総合建設業（鉄筋コンクリートプレハブ建築・設計・施工）、宅地建物取引業、損害保険の代理業、建築用材料（繊維強化セメント製品、各種複合板等）、コンクリート製品の製造・販売及び取付け工事をしている。

## 事業所

### NC事業部・不動産事業部
- 本社 - 山口県周南市沖見町2-1
- 福岡営業所 - 福岡県福岡市西区元浜1-29-3　コンフォール元浜1Ｆ
- 東広島営業所 - 広島県東広島市西条下見5-9-10
- 山口営業所 - 山口県山口市平井1046-1
- 宇部営業所 - 山口県宇部市海南町6-1
- 岡山営業所 - 岡山県岡山市北区伊福町3-22-7
- コーポ敷戸管理人室 - 大分県大分市鴛野1360

### ジーシールド事業部
- 東京営業所 - 東京都江戸川区西葛西5丁目5-12長秀ビル403号
- 大阪営業所 - 大阪府大阪市鶴見区浜3丁目7-10双葉ビル511号
- 生産本部 - 山口県周南市相生町2-12

### NS事業部
- 営業所 - 山口県周南市相生町2-12

### 製造事業部
- 周南工場 - 山口県周南市大河内宮尾241-2